# 巴庫米夫卡 (白采爾克瓦區)
49°42′26″N 30°36′2″E / 49.70722°N 30.60056°E
巴庫米夫卡（烏克蘭語：Бакумівка）是位於烏克蘭北部的村莊，由基辅州白采爾克瓦區的羅基特內市鎮負責管轄。該村始建於1773年，面積10平方公里，海拔高度146米，2001年人口455，人口密度每平方公里45.5人。